# Collelongo
Collelongo est une commune de la province de L'Aquila dans les Abruzzes en Italie.

## Histoire
- Zone archéologique de la Vallée de l'Amplero.

## Administration
| Période                                  | Période  | Identité                 | Étiquette | Qualité |
| ---------------------------------------- | -------- | ------------------------ | --------- | ------- |
| 14 juin 2004                             | En cours | Angelo Gualtiero Salucci |           |         |
| Les données manquantes sont à compléter. |          |                          |           |         |

### Communes limitrophes
Balsorano, Civita d'Antino, Lecce nei Marsi, Ortucchio, San Vincenzo Valle Roveto, Trasacco, Villavallelonga

## Fêtes, foires
- Fête de Saint Antoine les 16 et 17 janvier